# スポーツ漫画
スポーツ漫画（スポーツまんが）は、日本における漫画の区分のひとつで、主にスポーツを題材にしている作品。
日本では球技を題材にした作品が多く、特に野球漫画とサッカー漫画が人気ジャンルである。競技以外にもプロスポーツと部活動という分類もあり、途中でプロへ転向する展開もある。マインドスポーツ、マイナー競技、架空の競技を題材とした作品も一定数存在する。
アメリカン・コミックスではスポーツを扱った漫画は非常に少なく、日本の漫画の特徴とされるが、ジャンルとして盛り上がるまで時間を要することから、近年では作品数が減少しつつあるという。
以下に競技別の代表的な作品（個別項目があるもの）を挙げる。

## 球技
球技を扱ったもの。

### テニス
テニスを扱ったもの。
- 青空スタンバイ（小島一将）
- エースをねらえ!（山本鈴美香）
- しゃにむにGO（羅川真里茂）
- 少年よラケットを抱け（ちばてつや）
- STAY GOLD（大島司）
- スマッシュ!メグ（佐伯かよの）
- スマッシュをきめろ!（志賀公江）
- 青春タイブレーク!（松崎晴臣）
- そふてにっ（あづち涼）
- 太陽にスマッシュ!（あゆみゆい）
- テニスの王子様（許斐剛）
- テニスボーイ（寺島優・小谷憲一）
- 天然ビターチョコレート（芦原妃名子）
- Happy!（浦沢直樹）
- フィフティーン・ラブ（塀内夏子）
- ベイビーステップ（勝木光）
- 見上げてごらん（草場道輝）
- 燃えるV（島本和彦）
- "LOVe"（石渡治）
- りんごの星時間（藤本ひとみ・竹田真理子）

### バドミントン
バドミントンを扱ったもの。
- S〈エス〉（水城せとな）
- ガズリング（才谷ウメタロウ）
- シャトルアイズ（濱原蓮）
- スマッシュ!（咲香里）
- バドガール（朝吹まり）
- はねバド!（濱田浩輔）
- やまとの羽根（咲香里）

### バレーボール
バレーボールを扱ったもの。
- アタッカーYOU!（牧村ジュン、原案：小泉志津男）
- アタック!!（大島司）
- アタック★オン（おおばやしみゆき）
- アタックNo.1（浦野千賀子）
- カイゼルスパイク（竹山祐右）
- かっちぇる♪（かわくぼ香織）
- 神様のバレー（原作：渡辺ツルヤ、漫画：西崎泰正）
- 健太やります!（満田拓也）
- サインはV!（神保史郎、望月あきら）
- 純情カレンな俺達だ!（西山優里子）
- 少女ファイト（日本橋ヨヲコ）
- スパーク!!ララナギはりけ〜ん（もりちかこ）
- 涙のバレーボール（塀内夏子）
- ハイキュー!!（古舘春一）
- High球!いんぷれっしょん（真三月司）
- ハリガネサービス（荒達哉）
- ファイト!（佐々木潤子）
- 不沈アタッカー（粂田晃宏）
- フルセット!（梅田阿比）
- 紅色HERO（高梨みつば）
- 真コール!（藤田和子）
- ヨリが跳ぶ（ヒラマツ・ミノル）
- リベロ革命!!（田中モトユキ）
- レッツ バリボー!（小坂理絵）

### バスケットボール
バスケットボールを扱ったもの。
- I'll（浅田弘幸）
- あひるの空（日向武史）
- NBA STORY（高岩ヨシヒロ）
- 黒子のバスケ（藤巻忠俊）
- CROSS OVER（瀬尾公治）
- 勝負は時の…運だろ?（原作：高口里純、作画：藤崎一也）
- switch（波切敦）
- SLAM DUNK（井上雄彦）
- ダッシュ勝平（六田登）
- DANDANだんく!（とだ勝之）
- DEAR BOYS（八神ひろき）
- 月の夜 星の朝 (本田恵子)
- どがしかでん!（濱田浩輔）
- DRAGON JAM （藤井五成）
- 朱鷺色三角（樹なつみ）
- HI5!（松田尚正）
- Harlem Beat（西山優里子）
- BiNGO!（松村努）
- ふぁいとの暁（あおやぎ孝夫）
- ファイブ（くさか里樹・平山譲）
- フープメン（川口幸範）
- BUZZER BEATER（井上雄彦）
- っポイ!（やまざき貴子）
- ボーイフレンド（惣領冬実）
- ぼくたちの卒業（宮脇ゆきの）
- 真夏の恋人（高田りえ）
- LASTMAN（二宮裕次）
- リアル（井上雄彦）

### ゴルフ
ゴルフを扱ったもの。
- 青空しょって（森秀樹）
- あした天気になあれ（ちばてつや）
- 黄金のラフ〜草太のスタンス〜（なかいま強）
- 風の大地（坂田信弘・かざま鋭二）
- 担ぎ屋どおも（七三太朗・本島幸久）
- KING GOLF（佐々木健・技術指導、監修：谷将貴）
- 空の昴（本島幸久）
- タオの緑（笠原倫・神谷隆光）
- DAN DOH!!（坂田信弘・万乗大智）
- プロゴルファー織部金次郎（武田鉄矢・高井研一郎）
- プロゴルファー猿（藤子不二雄Ⓐ）
- へ〜ん○しん!! 〜そなたバーディ・ラッシュ〜（水無月すう）
- ホールインワン（鏡丈二・金井たつお）
- ライジングインパクト（鈴木央）
- ROBOT×LASERBEAM（藤巻忠俊）

### ソフトボール
ソフトボールを扱ったもの。
- ウインドミル（橋口たかし）
- しまっていこー!（伊藤実）
- スローステップ（あだち充）
- ソフトボールは好きかしら?（中村かなこ）
- 千秋しまってこー!!（重野なおき）
- 美晴♥ライジング（大谷じろう）

### ハンドボール
ハンドボールを扱ったもの。
- 明日のない空（塀内夏子）
- 送球ボーイズ（フウワイ・サカズキ九）
- HAND'S -ハンズ-（板倉雄一）

### 卓球
卓球を扱ったもの。
- 行け!稲中卓球部（古谷実）
- 灼熱の卓球娘（朝野やぐら）
- 少年ラケット（掛丸翔）
- スリースター（加治佐修）
- 青春は痛いっス（筒井旭）
- 卓上のアゲハ（古屋樹）
- 卓球社長（島本和彦）
- 卓球少女（篠塚ひろむ）
- 卓球戦隊ぴんぽん5（桑田乃梨子）
- タッコク!!!（福地翼）
- Doubles!（太田康徳、原案：小川勇気）
- P2! - let's Play Pingpong! -（江尻立真）
- 必殺卓球人（いとう杏六）
- ピンポン（松本大洋）
- 卓球Dash!!（本田真吾）
- フルドライブ（小野玄暉）

### アイスホッケー
アイスホッケーを扱ったもの。
- アイスマン（くじらいいく子）
- 行け!!南国アイスホッケー部（久米田康治）
- 88（並木洋美）
- GO AHEAD（樋口大輔）
- 氷の国の王子様（小野ハルカ）
- スピナマラダ!（野田サトル）
- 鉄腕ブレイク（篠原知宏）
- 氷球姫×常磐木監督の過剰な愛情（小野ハルカ）
- METAL FINISH（原作：宮崎まさる、作画：鶴岡伸寿）

### ドッジボール
ドッジボールを扱ったもの。
- がんばれ!ドッジファイターズ（村上としや・斉藤むねお）
- ドドドドドッジ!（勝見直人）
- はずんでキャッチ（富所和子）
- 炎の闘球児 ドッジ弾平（こしたてつひろ）
  - ドッジファイター一撃!
  - 炎の闘球女 ドッジ弾子

### アメリカンフットボール
アメリカンフットボールを扱ったもの。
- アイシールド21（稲垣理一郎・村田雄介）
- ノーハドル（西山優里子）
- 5ヤーダー（小堀洋・守谷哲巳）
- フットボール鷹（川崎のぼる）

### ラグビー
ラグビーを扱ったもの。
- アップセット15（奥英樹）
- 1・2の三四郎（小林まこと）
- インビンシブル（瀬下猛）
- ALL OUT!!（雨瀬シオリ）
- ゲイン（なかいま強）
- 最強の詩（宮田大介）
- しっくすぱっく!（イコール）
- トライナイツ（矢野俊策・TRY KNIGHTS UNION・宝井理人・衿沢千束）
- ノーサイド（池田文春）
- ノーサイドクエスト（好本拓郎）
- HELLO!!（宮田大輔）
- ビーストチルドレン（寺坂研人）
- 15 明刹工業高校ラグビー部（成瀬芳貴）
- ブルタックル（飛松良輔）
- フルドラム（箱石達）
- フルバック（枩岡佳範）
- HORIZON（菊田洋之）
- マドンナ（くじらいいく子）
- ラグビー部女子マネ革命 なづなのお願いっ!!（森尾正博）
- ONE FOR ALL（柳内大樹）

### ラクロス
ラクロスを扱ったもの。
- クロス・マネジ（KAITO）
- バガタウェイ（古日向いろは）

### ビリヤード
ビリヤードを扱ったもの。
- 獣のように（かわぐちかいじ）
- J.boy（能條純一）
- ナインパズル（酒井まゆ）
- ブレイクショット（前川たけし）
- Hot Shot（大野純二）
- ミドリノバショ（岡Q）

### ビーチバレー
ビーチバレーを扱ったもの。
- はるかなレシーブ（如意自在）
- ビーチスターズ（森尾正博）
- ビーチできゅ〜（大和田秀樹）

### ボウリング
ボウリングを扱ったもの。
- 最後のストライク（井出ちかえ）
- ジャストポケット!（すねやかずみ）
- ストライク・オア・ガター（安藤優）
- トキワボウルの女神さま（八神ひろき）
- ラッキーストライク!（みそおでん）

### その他
- ゲートボール殺人事件（ゲートボール、川原泉）
- 極楽青春ホッケー部（フィールドホッケー、森永あい）
- ハンツー×トラッシュ（水球、こばやしひよこ）

## 格闘技・武道
このジャンルにおいては、しばしば格闘漫画もしくはバトル漫画に分類されることがある。

### ボクシング
ボクシングを扱ったもの。
- あしたのジョー（高森朝雄・ちばてつや）
- 1ポンドの福音（高橋留美子）
- 「エイジ」（江口寿史）
- KATSU!（あだち充）
- 彼女はデリケート!（カジワラタケシ）
- 神様はサウスポー（今泉伸二）
- 仮面ボクサー（島本和彦）
- がんばれ元気（小山ゆう）
- 海渡勇次郎伝 拳神（小池一夫・松森正）
- 拳闘暗黒伝セスタス（技来静也）
- BOXERケン（江口寿史）
- こちら埼玉山の上大学ボクシング部（唯洋一郎）
- シュガー（新井英樹）
  - RIN
- STAND UP!（板垣雅也）
- 世界はボクのもの（若杉公徳）
- ZERO（松本大洋）
- ダイヤモンド（柳川ヨシヒロ）
- 太郎（細野不二彦）
- CHIBI（高橋陽一）
- チャンプ（ちばあきお・七三太朗）
- 挑戦者（島本和彦）
- 天上天下唯我独尊（もりやまつる）
- どついたるねん（川三番地）
- とどろけ!一番（のむらしんぼ）
- のぞみウィッチィズ（野部利雄）
- K.O.マサトメ（園田辰之助）
- はじけて!ザック（井上大助）
- はじめの一歩（森川ジョージ）
- B・B（石渡治）
- BUYUDEN（満田拓也）
- ボーイズ・オン・ザ・ラン（花沢健吾）
- BOXER's BLAST（酒井敦朗・暁月あきら）
- マコトの王者 〜REAL DEAL CHAMPION〜（福井あしび）
- 満腹ボクサー徳川。（日高建男）
- Monacoの空へ（野部利雄）
- ライスショルダー（なかいま強）
- リクドウ（松原利光）
- リングにかけろ（車田正美）
  - リングにかけろ2
- ろくでなしBLUES（森田まさのり）
- RRR（渡辺潤）

### 空手道
空手道を扱ったもの。これらの他、異種格闘漫画においても頻繁に扱われる。
- あした青空（川原正敏）
- ALEXANDRITE（成田美名子）
- 空手小公子 小日向海流（馬場康誌）
  - 空手小公子物語
- 空手バカ一代（原作：梶原一騎、作画：つのだじろう、影丸譲也）
- 新カラテ地獄変（原作：梶原一騎、作画：中城健）
- 天馬の風（松葉博）
- 虹をよぶ拳（原作：梶原一騎、作画：つのだじろう）
- ハンザスカイ（佐渡川準）
- 秘拳伝キラ（原作：碧星タケル、作画：三好雄己）
- 三日月のドラゴン（長尾謙一郎）
- 萌えカレ!!（池山田剛）

### 柔道
柔道を扱ったもの。
- ああ一郎（こせきこうじ）
- イガグリくん（福井英一）
- いでじゅう!（モリタイシ）
- ウチコミ!!（村岡ユウ）
- 帯をギュッとね!（河合克敏）
- からん（木村紺）
- KIMURA（増田俊也・原田久仁信）
- コンデ・コマ（鍋田吉郎・藤原芳秀）
- サラブレッドと呼ばないで（長谷川尚代・藤野耕平）
- 柔道一直線（梶原一騎・永島慎二）
- 柔道讃歌（梶原一騎・貝塚ひろし）
- ジュウドウズ（近藤信輔）
- 柔道部物語（小林まこと）
- JJM 女子柔道部物語（恵本裕子・小林まこと）
- 新・コータローまかりとおる! 柔道編（蛭田達也）
- 姿三四郎（本宮ひろ志）
- そばっかす!（きくち正太）
- タケル道（大和八重子・監修：小川直也）
- ひかる!チャチャチャ!!（みのもけんじ）
- ビバ!柔道愚連隊（ニッシー西）
- むねあつ（村岡ユウ）
- もういっぽん!（村岡ユウ）
- 弥生の大空（野部利雄）
- YAWARA!（浦沢直樹）

### プロレス
プロレスを扱ったもの。
「プロレス#フィクションにおける作品」も参照。
- アグネス仮面（ヒラマツ・ミノル）
- 1・2の三四郎（小林まこと）
  - 1・2の三四郎 2
- キン肉マン（ゆでたまご）
- ここが噂のエル・パラシオ（あおやぎ孝夫）
- THE MOMOTAROH（にわのまこと）
- ジャイアント台風（梶原一騎・辻なおき）
- 超バージン!（うちだ藤丸）
- 世界でいちばん強くなりたい!（ESE・夏木きよひと）
- タイガーマスク（梶原一騎・辻なおき）
- ターキージャンキー（にわのまこと）
- チャンピオン太（梶原一騎・吉田竜夫）
- 天然格闘少女ちひろちゃん（森尾正博）
- 闘翔ボーイ（竜崎遼児）
- ど〜んとドラゴン・キッドくん（松下幸志）
- 肉の唄（コウノコウジ）
- 任侠姫レイラ（梶研吾・米井さとし）
- ハッスル（一色まこと）
- 遙かなるリング（中村慶吾）
- ファイヤーレオン（徳光康之）
- ブリザードYuki（吉岡平・安西真）
- プロレス・スターウォーズ（原康史・みのもけんじ）
- プロレススーパースター列伝（梶原一騎・原田久仁信）
- まつりスペシャル（神尾葉子）
- ラヴ・バズ（志村貴子）
- リッキー台風（平松伸二）
- レッスルエンジェルス（江口賢一）
- ロックアップ（猿渡哲也）

### 総合格闘技
総合格闘技を扱ったもの。
- 宇強の大空（梶研吾・岡村賢二）
- オールラウンダー廻（遠藤浩輝）
- 高校鉄拳伝タフ（猿渡哲也）
  - TOUGH
- 軍鶏（原作：橋本以蔵、作画：たなか亜希夫）
- たたかえ! たらんてら（葉生田采丸）
- 鉄風（太田モアレ）
- バカイチ（ハロルド作石）

### 異種格闘・ストリートファイト
異種格闘やストリートファイトを扱ったもの。
- Ultra Battle Satellite（打見佑祐）
- エアマスター（柴田ヨクサル）
- 押忍!!空手部（高橋幸二）
- 格闘美神 武龍（石川優吾）
- 餓狼伝（原作：夢枕獏、作画：板垣恵介）
- グラップラー刃牙（板垣恵介）
  - バキ
  - 範馬刃牙
  - 刃牙道
  - バキ道
  - 刃牙らへん
- 喧嘩商売（木多康昭）
  - 喧嘩稼業
- ケンガンアシュラ（原作：サンドロビッチ・ヤバ子、作画：だろめおん）
  - ケンガンオメガ
- コータローまかりとおる!（蛭田達也）
  - 新・コータローまかりとおる! 柔道編
  - コータローまかりとおる! L
- 史上最強の弟子ケンイチ（松江名俊）
- 修羅の門（川原正敏）
  - 修羅の門 第弐門
  - 陸奥圓明流外伝 修羅の刻
- 陣内流柔術武闘伝 真島クンすっとばす!!（にわのまこと）
- ツマヌダ格闘街（上山道郎）
- ティジクン!（原作：横山雅彦、漫画：大柴健）
- テコンダー朴（原作：白正男、作画：山戸大輔）
- トータルファイターK（ゆでたまご）
- なつきクライシス（鶴田洋久）
- ハイパーあんな（近藤るるる）
- ホーリーランド（森恒二）

### 相撲
相撲を扱ったもの。
- ああ播磨灘（さだやす圭）
- うっちゃれ五所瓦（なかいま強）
- 大相撲刑事（ガチョン太朗）
- おかみさん（一丸）
- ごっちゃんです!!（つの丸）
- ごっつあんです（岡村賢二）
- 力人伝説 -鬼を継ぐもの-（宮崎まさる・小畑健）
- 闘魔伝（岡村賢二）
- どす恋ジゴロ（平松伸二）
- 虹を呼ぶ男（水島新司）
- のたり松太郎（ちばてつや）
- バチバチ（佐藤タカヒロ）
- 火ノ丸相撲（川田）
- ももたろう（小山ゆう）
- やぐら嵐（ビッグ錠）
- ヤマト猛る!（宮下英樹）
- 両国花錦闘士（岡野玲子）
- ワイはアサシオや（いしいひさいち）

### レスリング
レスリングを扱ったもの。
- アニマル1（川崎のぼる）
- アマレスけんちゃん（若杉公徳）
- がっぷ力丸（森村たつお）
- 弾丸タックル（佐藤由幸）
- Wrestling with もも子（徳弘正也）

### キックボクシング
キックボクシングを扱ったもの。
- 綾音ちゃんハイキック!（井原裕士）
- K.O.SEN（村瀬克俊）
- キック・ザ・ちゅう（なかいま強・杉崎守）
- キックの鬼（梶原一騎・中城けんたろう）
- 蹴撃手マモル（ゆでたまご）
- 紅の挑戦者（梶原一騎・中城健）
- K-1 ダイナマイト（坂井孝行）
- 破壊王ノリタカ!（刃森尊・村田ひでお）
- モングレル（村瀬克俊）

### 合気道
合気道を扱ったもの。
- EVIL HEART（武富智）
- ザ・合気道（佐藤貞夫）

### 中国武術
中国武術を扱ったもの。
- 男組（雁屋哲・池上遼一）
- 拳児（松田隆智・藤原芳秀）
- 闘将!!拉麵男（ゆでたまご）
- 鉄拳チンミ（前川たけし）
- 武天のカイト（鈴木俊介・蜂文太）

### その他
- オッス!少林寺（少林寺拳法、菊田洋之）
- 骨法伝説夢必殺拳（骨法、永井豪）
- すもももももも 地上最強のヨメ（古武道、大高忍）
- 瞳をそらさずにいて（躰道、猫山宮緒）
- ファイター（古武道、たがみよしひさ）

## 武器術

### 剣道
Category:剣道漫画も参照。
- いざ!!海高剣道部（元木誠）
- うそつきなジェミニ（宮脇ゆきの）
- おれは鉄兵（ちばてつや）
- 旋風の橘（猪熊しのぶ）
- 花蓮女学院高校男子剣道部（盛田賢司）
- クロガネ（池沢春人）
- しっぷうどとう（盛田賢司）
- 月光の囁き（喜国雅彦）
- おれは男だ!（津雲むつみ）
- しなこいっ（原作：黒神遊夜、作画：神崎かるな）
- チャンバラ 一撃小僧隼十（山田恵庸）
- BAMBOO BLADE（土塚理弘・五十嵐あぐり）
  - BAMBOO BLADE B（土塚理弘・スタジオねこ）
  - BAMBOO BLADE C（土塚理弘・高尾じんぐ）
- 六三四の剣（村上もとか）

### フェンシング
- 銀白のパラディン -聖騎士-（岡啓介）
- DUEL!（藍井彬）

### 弓道
- カイチュー!（林佑樹）
- 射 〜Sya〜（大塚志郎）
- 的中!青春100%（秋★枝）
- ねらいうち!（篠原知宏）
- ひらひらひゅ〜ん（西炯子）
- プリキュウ（最富キョウスケ）
- 落花流水（真田一輝）
- 花に染む（くらもちふさこ）
- 凛!（竹内文香）

### その他
- あさひなぐ（なぎなた、こざき亜衣）
- スポ×ちゃん!（スポーツチャンバラ、竹下けんじろう）
- ハルポリッシュ（居合道、土塚理弘・みなもと悠）
- ライフル・イズ・ビューティフル（射撃競技、サルミアッキ）

## 実録物
実在の人物を主人公とした漫画。
- 四角いジャングル（空手、大山倍達等。プロレス、アントニオ猪木等他多数）
- 空手バカ一代（空手、大山倍達、芦原英幸他多数）
- キックの鬼（キックボクシング、沢村忠）
- コンデ・コマ（柔道、前田光世）
- 聖 -天才・羽生が恐れた男-（将棋、村山聖）
- 実録たかされ（野球、江川卓）
- となりの格闘王（格闘技、佐竹雅昭等）
- NBA STORY（バスケットボール、マジック・ジョンソン、マイケル・ジョーダン等）
- プロレススーパースター列伝（プロレス、プロレスラー多数）

## 陸上競技
陸上競技を扱ったもの。

### 競走
競走を扱ったもの。
- 一瞬の風になれ（短距離走、原作：佐藤多佳子、漫画：安田剛士）
- 風が強く吹いている（駅伝、原作：三浦しをん、漫画：海野そら太）
- 涼風（短距離走、瀬尾公治）
- DO-P-KAN（駅伝、マラソン、しげの秀一）
- 奈緒子（駅伝、マラソン、原作：坂田信弘、漫画：中原裕）
- なぎさMe公認（短距離走、北崎拓）
- ヘブンズランナーアキラ（短距離走、長距離走、二階堂ヒカル）
- マラソンマン（マラソン、井上正治）

### その他
- イヌっネコっジャンプ!（走幅跳、はっとりみつる）
- デカスロン（十種競技、山田芳裕）
- 結崎さんはなげる!（砲丸投、鏡ユーマ）

## 体操競技
体操競技等を扱ったもの。
- ガンバ!Fly high（体操競技、原作：森末慎二、漫画：菊田洋之）
- KING BOTTOM（体操競技、樋野貴浩）
- THE SHOWMAN（体操競技、菊田洋之、監修：内村航平）
- 空のキャンバス（体操競技、今泉伸二）
- とんでる!ポニーテール（体操競技、もりちかこ）
- はんどすたんど!（体操競技、有馬）
- 光の伝説（新体操、麻生いずみ）
- ムーンランド（体操競技、山岸菜）

## 水上競技
水上競技を扱ったもの。

### 水泳
水泳（競泳）を扱ったもの。
- 亜子とサムライたち（志賀公江）
- 恐竜くん（やまさき拓味）
- ケンコー全裸系水泳部 ウミショー（はっとりみつる）
- セーラーブルーの青春（酒井美羽）
- 男水!（木内たつや）
- ドルヒラ（堀井秀人）
- バタアシ金魚（望月峯太郎）
  - お茶の間
- フロッグマン（ナイロン）
- ベストブルー（平方昌宏）
- ラフ（あだち充）

### その他
- 風の陣（セーリング、本宮ひろ志）
- 奇跡の翼（飛込競技、浜口奈津子）
- SURF SIDE HIGH-SCHOOL（サーフィン、澤井健）
- シンクロオンチ!（アーティスティックスイミング、きら）
- スプラッシュ!!（飛込競技、原作：松田康志、作画：千葉きよかず）
- DIVE!!（飛込競技、原作：森絵都、作画：池野雅博）
- マリアナ伝説（アーティスティックスイミング、ゆうきまさみ・田丸浩史）
- レガッタ〜君といた永遠〜（ボート競技、原秀則）

## スケート競技
スケート競技を扱ったもの。

### フィギュアスケート
フィギュアスケートを扱ったもの。他ジャンルと異なり、少女漫画作品の比率が高めである。
- アイスフォレスト（さいとうちほ）
- 愛のアランフェス（槇村さとる）
- アイレボ -Ice Revolution-（堤亜弥・竹村洋平）
- キス&ネバークライ（小川彌生）
- キス☆クラ（瀬上あきら）
- 銀のロマンティック…わはは（川原泉）
- 銀盤カレイドスコープ（海原零・長谷川潤）
- 銀盤騎士（小川彌生）
- クリスタル前奏曲（森本里菜）
- くるりんぱっ!（今井康絵）
- Theチェリー・プロジェクト（武内直子）
- 白のファルーカ（槇村さとる）
- ツーオンアイス（逸茂エルク）
- ファイヤー オン アイス（赤石路代）
- ブリザードアクセル（鈴木央）
- プリンセス オン アイス（塀内夏子）
- メダリスト（つるまいかだ）
- モーメント 永遠の一瞬（槇村さとる）
- ロンド・カプリチオーソ（竹宮惠子）
- ワン・モア・ジャンプ（赤石路代）

### その他
- エア・ギア（ローラースケート、エア・トレック、大暮維人）
- スケボーロッキー（スケートボード、あさいもとゆき）
- ユート（スピードスケート、ほったゆみ・河野慶）

## スキー競技

### スキー
スキーを扱ったもの。
- スノードルフィン（有森丈時・大石知哉）

### スキージャンプ
スキージャンプを扱ったもの。
- ノノノノ（岡本倫）

## ダンス競技
ダンスを扱ったもの。

### チアリーディング
チアリーディングを扱ったもの。
- アニマエール!（卯花つかさ）
- ごてんばチアリーダーズ（宗我部としのり）
- ぱわふる☆チアーズ!!（小坂まりこ）
- 凛とチア。（山田シロ彦）

### 競技ダンス（社交ダンス）
競技ダンスまたは社交ダンスを扱ったもの。

### その他
その他、各種ダンスを扱ったもの。
- ダンシング・ゼネレーション（ジャズダンス、槇村さとる）
  - N★Yバード
- 鉄楽レトラ（フラメンコ、佐原ミズ）
- ファースト・ガール（タンゴ、さいとうちほ）
- ワンダンス（ストリートダンス、珈琲）

## アウトドア
アウトドアを扱ったもの。

### クライミング
クライミングを扱ったもの。
- いわかける! -Climbing Girls-（石坂リューダイ）
- のぼる小寺さん（珈琲）

### ダイビング
ダイビングを扱ったもの。
- あまんちゅ!（天野こずえ）
- ぐらんぶる（原作：井上堅二、作画：吉岡公威）

### 釣り
釣りを扱ったもの。
- おぼこ（荻野真）
- サルビアの海（荻野真）
- スーパーフィッシング グランダー武蔵（藤本信行・てしろぎたかし）
- スローループ（うちのまいこ）
- 釣りキチ三平（矢口高雄）
- ツリッキーズピン太郎（真倉翔・岡野剛）
- 釣りバカ大将（桜多吾作）

- 釣りバカ日誌（やまさき十三・北見けんいち）
- 釣り屋ナガレ（竹下けんじろう）
- 土佐の一本釣り（青柳裕介）
- 葉弥-HAYA!!-（かくまつとむ・村川和宏）
- Mr.釣りどれん（とだ勝之）
- 放課後ていぼう日誌（小坂泰之）

## 公営競技
公営競技を扱ったもの。

### 競艇
競艇を扱ったもの。
- 競艇少女（寺島優・小泉裕洋）
- モンキーターン（河合克敏）

### オートレース
オートレースを扱ったもの。
- SPEED STAR（飯星シンヤ）

## モータースポーツ
モータースポーツを扱ったもの。

### その他
- 日の丸あげて（エアレース、新谷かおる）

## その他の競技
- 競女!!!!!!!!（尻や胸を使ってランド上での落とし合いを競う架空の公営ギャンブル競技、空詠大智）
- 灼熱カバディ（カバディ、武蔵野創）
- 超速スピナー（ヨーヨー、橋口たかし）
- ちょっとヨロシク!（ラグビー、水球、ウエイトリフティング、カーリング、体操競技、ゲートボール、クロスカントリースキー、吉田聡）
- 天より高く!（馬術、浅美裕子）
- NATURAL（弓道、バスケットボール、成田美名子）
- 風雲わなげ野郎（輪投げ、小林よしのり）
- RING（輪投げに似た架空のスポーツ、島袋光年）
- レース鳩0777（伝書鳩レース、飯森広一）
- ガールズ&パンツァー（戦車道（女子が戦車に搭乗して戦う架空の武道・モータースポーツ）、作画：才谷屋龍一、原作：ガールズ＆パンツァー製作委員会）[3]

## マインドスポーツ

### その他
- かるた（競技かるた、竹下けんじろう）
- ちはやふる（競技かるた、末次由紀）
- メンぱっちん（めんこ、小林よしのり）